# Pilar López Sancho
Pilar López Sancho (Madrid, 1953) és doctora en Ciències Físiques i professora de recerca del CSIC, en el Departament de Teoria i Simulació de Materials de l'Institut de Ciència de Materials de Madrid del CSIC.
És membre del Comitè Executiu de la Reial Societat Espanyola de Física (RSEF), presidenta del Grup Especialitzat de “Dones en Física” de la RSEF i membre de la Societat Americana de Física. Va ser presidenta de l'Associació de Dones Investigadores i Tecnòlogues (AMIT). Ha publicat articles en revistes internacionals sobre Teoria de la Matèria Condensada, propietats electròniques de superconductores d'alta temperatura crítica, de nanotubs de carboni i de grafè.

## Llibres
- 1982. Estudi de la interacció gas-superfície pels mètodes de espectroscòpia en fase gas i en fase absorbida (ionització superficial), desorció tèrmica i estimulada per bombardeig electrònic en el cas de CH4, CO2 i O, reacció de síntesi en superfície C + O -- CO. Col·lecció tesis doctorals 137 - 182. Editorial de la Universitat Complutense de Madrid, Servei de Reprografia, 321 pàg.